# Schaatsen op de Olympische Winterspelen 1952
Schaatsen is een van de sporten die beoefend werden tijdens de Olympische Winterspelen 1952 in Oslo, Noorwegen. De schaatswedstrijden werden gehouden in het Bislettstadion.

## Heren

### 500 m
| Rang   | Sporter(s)           | Land | Tijd | Verschil |
| ------ | -------------------- | ---- | ---- | -------- |
| Goud   | Ken Henry            | USA  | 43,2 |          |
| Zilver | Donald McDermott     | USA  | 43,9 | + 0,7    |
| Brons  | Arne Johansen        | NOR  | 44,0 | + 0,8    |
| Brons  | Gordon Audley        | CAN  | 44,0 | + 0,8    |
| 5      | Finn Helgesen        | NOR  | 44,0 | + 0,8    |
| 6      | Kiyotaka Takabayashi | JPN  | 44,1 | + 0,9    |
| 6      | Hroar Elvenes        | NOR  | 44,1 | + 0,9    |
| 8      | Toivo Salonen        | FIN  | 44,2 | + 1,0    |
| 8      | Gerard Maarse        | NED  | 44,2 | + 1,0    |
|        |                      |      |      |          |
| 19     | Wim van der Voort    | NED  | 45,3 | + 2,1    |
| 19     | Cockie van der Elst  | NED  | 45,3 | + 2,1    |
| 34     | Robert Laboubée      | BEL  | 47,2 | + 4,0    |
| 39     | Jean Massez          | BEL  | 49,2 | + 6,0    |
|        | Jan Charisius        | NED  | DNF  |          |

### 1500 m
| Rang   | Sporter(s)          | Land | Tijd   | Verschil |
| ------ | ------------------- | ---- | ------ | -------- |
| Goud   | Hjalmar Andersen    | NOR  | 2:20,4 |          |
| Zilver | Wim van der Voort   | NED  | 2:20,6 | + 0,2    |
| Brons  | Roald Aas           | NOR  | 2:21,6 | + 1,2    |
| 4      | Carl-Erik Asplund   | SWE  | 2:22,6 | + 2,2    |
| 5      | Kees Broekman       | NED  | 2:22,8 | + 2,4    |
| 6      | Lassi Parkkinen     | FIN  | 2:23,0 | + 2,6    |
| 7      | Kauko Salomaa       | FIN  | 2:23,3 | + 2,9    |
| 8      | Karl Ivar Martinsen | NOR  | 2:23,4 | + 3,0    |
| 8      | Sigvard Ericsson    | SWE  | 2:23,4 | + 3,0    |
|        |                     |      |        |          |
| 12     | Gerard Maarse       | NED  | 2:24,3 | + 3,9    |
| 26     | Cockie van der Elst | NED  | 2:27,6 | + 7,2    |
| 37     | Robert Laboubée     | BEL  | 2:36,4 | + 16,0   |
| 39     | Jean Massez         | BEL  | 2:43,8 | + 23,4   |

### 5000 m
| Rang   | Sporter(s)          | Land | Tijd   | Verschil |
| ------ | ------------------- | ---- | ------ | -------- |
| Goud   | Hjalmar Andersen    | NOR  | 8:10,6 | OR       |
| Zilver | Kees Broekman       | NED  | 8:21,6 | + 11,0   |
| Brons  | Sverre Haugli       | NOR  | 8:22,4 | + 11,8   |
| 4      | Anton Huiskes       | NED  | 8:28,5 | + 17,9   |
| 5      | Wim van der Voort   | NED  | 8:30,6 | + 20,0   |
| 6      | Carl-Erik Asplund   | SWE  | 8:30,7 | + 20,1   |
| 7      | Pentti Lammio       | FIN  | 8:31,9 | + 21,3   |
| 8      | Arthur Mannsbarth   | AUT  | 8:36,3 | + 25,7   |
|        |                     |      |        |          |
| 19     | Egbert van 't Oever | NED  | 8:47,6 | +37,0    |
| 35     | Pierre Huylebroeck  | BEL  | 9:34,4 | + 1:23,8 |

### 10.000 m
| Rang   | Sporter(s)          | Land | Tijd    | Verschil |
| ------ | ------------------- | ---- | ------- | -------- |
| Goud   | Hjalmar Andersen    | NOR  | 16:45,8 | OR       |
| Zilver | Kees Broekman       | NED  | 17:10,6 | + 24,8   |
| Brons  | Carl-Erik Asplund   | SWE  | 17:16,6 | + 30,8   |
| 4      | Pentti Lammio       | FIN  | 17:20,5 | + 34,7   |
| 5      | Anton Huiskes       | NED  | 17:25,5 | + 39,7   |
| 6      | Sverre Haugli       | NOR  | 17:30,2 | + 44,4   |
| 7      | Kazuhiko Sugawara   | JPN  | 17:34,0 | + 48,2   |
| 8      | Lassi Parkkinen     | FIN  | 17:36,8 | + 51,0   |
|        |                     |      |         |          |
| 19     | Egbert van 't Oever | NED  | 18:20,8 | + 1:35,0 |

## Medaillespiegel
| Plaats | Land             | NOC    | Goud | Zilver | Brons | Totaal |
| ------ | ---------------- | ------ | ---- | ------ | ----- | ------ |
| 1      | Noorwegen        | NOR    | 3    | 0      | 3     | 6      |
| 2      | Verenigde Staten | USA    | 1    | 1      | 0     | 2      |
| 3      | Nederland        | NED    | 0    | 3      | 0     | 3      |
| 4      | Canada           | CAN    | 0    | 0      | 1     | 1      |
| 4      | Zweden           | SWE    | 0    | 0      | 1     | 1      |
| Totaal | Totaal           | Totaal | 4    | 4      | 5     | 13     |

Chamonix 1924 · 
St. Moritz 1928 · 
Lake Placid 1932 · 
Garmisch-Partenkirchen 1936 · 
St. Moritz 1948 · 
Oslo 1952 · 
Cortina d'Ampezzo 1956 · 
Squaw Valley 1960 · 
Innsbruck 1964 · 
Grenoble 1968 · 
Sapporo 1972 · 
Innsbruck 1976 · 
Lake Placid 1980 · 
Sarajevo 1984 · 
Calgary 1988 · 
Albertville 1992 · 
Lillehammer 1994 · 
Nagano 1998 · 
Salt Lake City 2002 · 
Turijn 2006 · 
Vancouver 2010 · 
Sotsji 2014 · 
Pyeongchang 2018 · 
Peking 2022 · 
Milaan 2026
Lijst van olympische medaillewinnaars
Alpineskiën · Bandy (demonstratie) · Bobsleeën · Kunstrijden · Langlaufen · Noordse combinatie · Schaatsen · Schansspringen · IJshockey